# 423 v. Chr.
Portal Geschichte | Portal Biografien | Aktuelle Ereignisse | Jahreskalender | Tagesartikel

◄ |
6. Jahrhundert v. Chr. |
5. Jahrhundert v. Chr. |
4. Jahrhundert v. Chr. |
►

◄ | 440er v. Chr. | 430er v. Chr. | 420er v. Chr. | 410er v. Chr. |
400er v. Chr. |
►

◄◄ | ◄ | 426 v. Chr. | 425 v. Chr. | 424 v. Chr. | 423 v. Chr. |
422 v. Chr. |
421 v. Chr. |
420 v. Chr. |
► |
►►

## Ereignisse

### Politik und Weltgeschehen
- Wenige Wochen nach dem Herrschaftsantritt von Xerxes II. im Perserreich revoltiert dessen Halbbruder Sogdianos gegen ihn und lässt ihn ermorden. Gegen Sogdianos erhebt sich jedoch bald darauf ein weiterer Halbbruder namens Ochos. Sogdianos wird gestürzt und ermordet, Ochos besteigt als Dareios II. den Thron des Achämenidenreiches.
- Kurz nach dem Herrschaftsantritt des Dareios II. revoltiert ein weiterer Bruder, Arsites, zusammen mit dem Adligen Artyphios, Sohn des Megabyzos, gegen ihn. Sie siegen zweimal über den königlichen Feldherrn Artasyras, der aber letztlich ihre griechischen Söldner durch Bestechung zum Seitenwechsel bewegen kann. Artyphios und Arsites werden zum Tod verurteilt.

### Kultur
- Die Komödie Die Wolken von Aristophanes wird in Athen uraufgeführt. Das Stück, das einige Vorwürfe gegen Sokrates enthält, belegt jedoch nur Platz drei bei den Dionysien. Sieger wird die selbstironische Komödie Die Flasche (Pytine) von Kratinos.

## Gestorben
- Januar: Xerxes II., Großkönig des persischen Achemänidenreiches
- Frühjahr/Sommer: Sogdianos, Großkönig des persischen Achemänidenreiches
- Sommer/Herbst: Arsites, Bruder der persischen Großkönige
- Menostanes, Enkel Xerxes I.
- Kratinos, griechischer Komödiendichter (* um 520 v. Chr.)